# Pierre Gaufridi
Pour les articles homonymes, voir Pierre II.
Pierre Gaufridi (Pierre Geoffroi) est un archevêque d'Aix-en-Provence de la fin du XIe siècle et du début du XIIe siècle, sous le nom de Pierre II, issu de la famille vicomtale de Marseille.

## Biographie

### Origines
Pierre Gaufridi (Pierre Geoffroi, Petrus Gaufridi, Peire Jaufre) est le fils de Geoffroi/Geoffroy I, vicomte de Marseille (à partir de 1060) et de Rixende (Richfindis, Rixendis) [de Millau],,.
Issu d'une fratrie de huit enfants, il a notamment pour frères et sœurs Hugues Geoffroi I et Pons de Peynier, vicomtes de Marseille ; Aicard(v.1050 - v.1113), archevêque d'Arles (1070-1080) et Foulque Guillaume, moine de Saint-Victor,.

### Entrée en religion
Son père le place lui et son frère, Foulque Guillaume, à l'abbaye Saint-Victor, en 1079,.
Le 27 mai 1082, il monte sur le siège archiépiscopal d'Aix. Il succède à Rostan de Fos qui semble avoir du se retirer volontaire et céder la place à Pierre.

### Épiscopat
Il confirme les différentes donations faites par les habitants de son diocèse en faveur de Saint-Victor, son ancienne abbaye, dans les chartes de 1082 à 1093 (CSV, n°221, n°222, n°920).
La fin de son épiscopat est placée au cours de l'année 1101. Pierre III lui succède.